# Roman Jůn
Roman Jůn (* 5. ledna 1976) je český fotbalista, záložník. Začínal v Hlinsku, hrál v Chrudimi, Pardubicích a Bohemians, v Liberci působil od roku 2000. V létě 2002 odešel na roční hostování do Českých Budějovic. Po návratu přestoupil do Hradce Králové. V lednu 2007 odešel na hostování do Živanic. Levonohý záložník s tahem na branku s dobrou finální přihrávkou, nebezpečný střelec a dobrý hlavičkář. V sezóně 2001–2002 získal s Libercem ligový titul. V lize odehrál 118 utkání a dal 8 gólů.